# نقابة المهندسين–مركز القدس
نقابة المهندسين الفلسطينيين أو نقابة المهندسين–مركز القدس هي نقابة مهنية غير ربحية، تم إقرارها في عام 2016 بفعل قرار بقانون رقم 18.

## التاريخ
في 10 فبراير 1958، أقر ملك الأردن الحسين بن طلال، قانون نقابة أصحاب المهن الهندسية الأردني رقم 18 لسنة 1958، حيث يكون للنقابة مركزين في مدينتي عمان والقدس، وباشرت عملها في مركز القدس عام 1963. في 5 يونيو 1967 وقعت حرب 1967، وانتقل المركز الرئيسي إلى عمان.
بعد تأسيس السلطة الوطنية الفلسطينية نتيجةً لاتفاقيات السلام في عام 1994، أصدر رئيس السلطة الوطنية الفلسطينية ياسر عرفات قراره الأول وجاء فيه:«يستمر العمل بالقوانين والأنظمة والأوامر التي كانت سارية المفعول قبل تاريخ 5 يونيو 1967 في الأراضي الفلسطينية "الضفة الغربية وقطاع غزة" حتى يتم توحيدها.»
تنتشر مكاتب نقابة المهندسين على امتداد الضفة الغربية في مراكز المحافظات ويقع مقرها الرئيسي في مجمع النقابات المهنية في بيت حنينا، محافظة القدس. وتُجرى فيها الانتخابات بشكل دوري.

## قائمة النقباء
| الترتيب | الاسم                     | الشعبة الهندسية   | تاريخ البدء | تاريخ الانتهاء | ملاحظات                                             |
| ------- | ------------------------- | ----------------- | ----------- | -------------- | --------------------------------------------------- |
| 1       | إبراهيم الدقاق            | الهندسة المدنية   | 1967        | 1970           |                                                     |
| 1       | إبراهيم الدقاق            | الهندسة المدنية   | 1970        | 1974           |                                                     |
| 1       | إبراهيم الدقاق            | الهندسة المدنية   | 1974        | 1978           |                                                     |
| 1       | إبراهيم الدقاق            | الهندسة المدنية   | 1978        | 1980           |                                                     |
| 1       | إبراهيم الدقاق            | الهندسة المدنية   | 1980        | 1982           |                                                     |
| 1       | إبراهيم الدقاق            | الهندسة المدنية   | 1982        | 1984           |                                                     |
| 1       | إبراهيم الدقاق            | الهندسة المدنية   | 1984        | 1986           |                                                     |
| 2       | يعقوب أبو لبن             |                   | 1986        | 1990           |                                                     |
| 3       | نشأت طهبوب                |                   | 1990        | 1992           |                                                     |
| 4       | مفيد عادل أحمد النابلسي   |                   | 1992        | 1994           |                                                     |
| 4       | مفيد عادل أحمد النابلسي   | 1994              | 1997        |                |                                                     |
| 5       | أحمد تركي خليل عديلي      | الهندسة المدنية   | 1997        | 1999           |                                                     |
| 5       | أحمد تركي خليل عديلي      | الهندسة المدنية   | 1999        | 2003           |                                                     |
| 6       | خالد فهد داود القواسمي    | الهندسة المدنية   | 2003        | فبراير 2005    | فقد منصبه لتعيينه وزيرًا في حكومة أحمد قريع الثالثة. |
|         | صالح الرابي               |                   | فبراير 2005 | 2006           | قائم بالأعمال لصفته نائبًا للنقيب                    |
| 7       | مروان جمعة                |                   | 2006        | 2008           |                                                     |
| 8       | أحمد تركي خليل عديلي      | الهندسة المدنية   | 2008        | 2010           |                                                     |
| 8       | أحمد تركي خليل عديلي      | الهندسة المدنية   | 2011        | 2014           |                                                     |
| 9       | مجدي حافظ عبد الله الصالح | الهندسة المدنية   | 2015        | 2018           |                                                     |
| 10      | جلال نمر الدبيك           | هندسة البناء      | 2018        | 2021           |                                                     |
| 11      | نادية حبش                 | الهندسة المعمارية | 2021        | 2024           |                                                     |
| 12      | طارق عبد المجيد خلف الزرو | الهندسة المدنية   | 2025        | لا يزال        |                                                     |